# Stephan Baeck
Stephan Michael Baeck (Colonia, 12 aprile 1965) è un ex cestista, allenatore di pallacanestro e dirigente sportivo tedesco.

## Carriera
Con la Germania Ovest ha disputato i Campionati europei del 1985.
Con la Germania ha disputato i Giochi olimpici di Barcellona 1992 e i Campionati europei del 1993.

## Palmarès

### Giocatore
- Campionato tedesco: 5

Saturn Colonia: 1986-87, 1987-88
Bayer Leverkusen: 1990-91, 1991-92
Alba Berlino: 1999-2000
- Coppa di Germania: 1

Bayer Leverkusen: 1991
- Coppa Korać: 1

Alba Berlino: 1994-95